# Christopher Flores
Christopher Flores Mendoza es un jugador de fútbol playa mexicano. 

## Participaciones en Copas del Mundo de Playa
| Mundial                                | Sede    | Resultado    | Partidos | Goles |
| -------------------------------------- | ------- | ------------ | -------- | ----- |
| Copa Mundial de Fútbol Playa FIFA 2008 | Francia | Primera Fase | 3        | 2     |

## Participaciones en Campeonato de Fútbol Playa de Concacaf
| Copa                                           | Sede   | Resultado    | Partidos | Goles |
| ---------------------------------------------- | ------ | ------------ | -------- | ----- |
| Campeonato de Fútbol Playa de Concacaf de 2009 | México | Tercer lugar | 4        | 5     |